# Andropogon javanicus
Andropogon javanicus är en gräsart som beskrevs av Friedrich Anton Wilhelm Miquel. Andropogon javanicus ingår i släktet Andropogon och familjen gräs.
Artens utbredningsområde är Java. Inga underarter finns listade i Catalogue of Life.